# 1937 à Paris
 Chronologie de l'histoire de Paris
- 1933
- 1934
- 1935
- 1936
- 1937
- 1938
- 1939
- 1940
- 1941

Cette page concerne l'année 1937 du calendrier grégorien.

## Chronologie

### Mars 1937
- 15 mars : dernier jour de circulation du dernier tramway de Paris, qui circule entre Porte de Saint-Cloud et Porte de Vincennes.